# Schoutedenapus
Schoutedenapus is een geslacht van vogels uit de familie gierzwaluwen (Apodidae). Gierzwaluwen uit dit geslacht komen uitsluitend voor in Afrika. Het geslacht is pas in 1968 afgesplitst van het geslacht Apus en is genoemd naar de Belgische entomoloog en ornitholoog Henri Schouteden.
Er is een soort:
- Schoutedenapus myoptilus  – Shoagierzwaluw

Schoutedens gierzwaluw werd ooit als aparte soort binnen dit geslacht beschouwd, maar is volgens in 2019 gepubliceerd onderzoek een ondersoort van de shoagierzwaluw.